# Christine Arron
Pour les articles homonymes, voir Arron.
Christine Arron, née le 13 septembre 1973 aux Abymes, Guadeloupe, est une athlète française spécialiste du 100 mètres, championne du monde du relais 4 × 100 mètres en 2003, et détentrice depuis 1998 du record d'Europe du 100 mètres en 10 s 73.
Depuis juillet 2020, elle est maire-adjointe (divers droite) de la commune de Champigny-sur-Marne, chargée des Sports.

## Carrière sportive

### Débuts

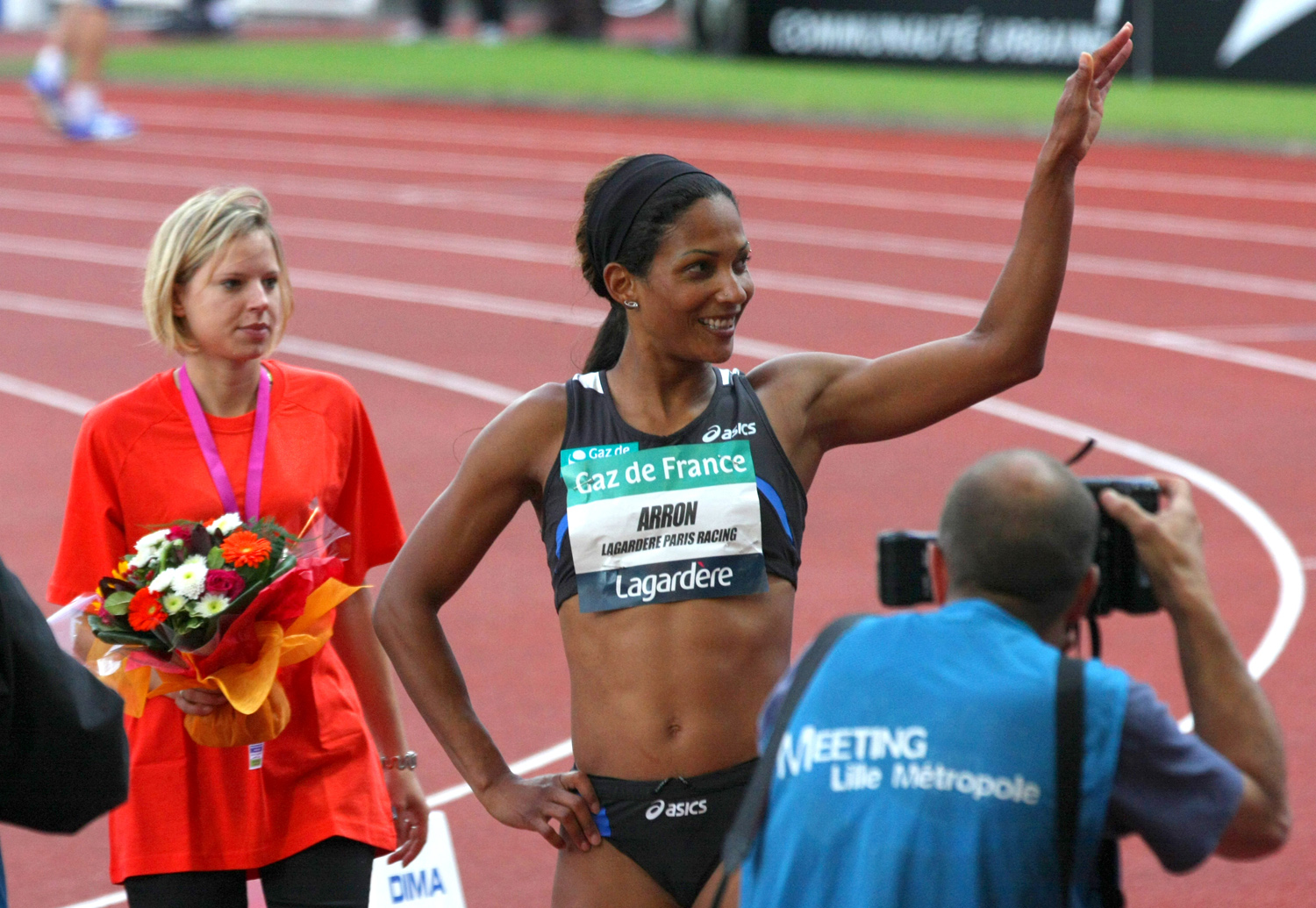
Christine Arron lors du meeting de Paris en 2008.

Christine Arron naît aux Abymes sur l'île de Guadeloupe le 13 septembre 1973. Dans les années 1930, son grand-père Augustin Arron a été le premier athlète noir sélectionné en équipe de France et a été sacré champion de France. Il lui a ouvert la voie. Elle commence par pratiquer le karaté puis se tourne vers l'athlétisme en 1984. Quatre ans plus tard, elle s'empare de son premier record de France et l'année suivante, elle remporte le titre cadette sur 100 m aux Jeux de la CARIFTA, trophée prestigieux dans les disciplines de sprint.
Arrivant en 1992 en métropole (elle est déjà détentrice du record de France junior des clubs sur relais 4 × 100 m cette année-là), elle s'entraîne avec Fernand Urtebise avant de rejoindre le groupe de Jacques Piasenta. Elle s'entraîne alors majoritairement sur 400 m. En 1996, une blessure lors du meeting de Villeneuve-d'Ascq la prive de la première participation aux Jeux olympiques d'été d'Atlanta.
En 1997, Arron se tourne vers des distances plus courtes que le 400 m, et très vite, elle bat le record de France du 200 m en salle détenu par Marie-José Pérec en 23 s 13. Blessée au dos, elle déclare forfait pour les mondiaux en salle qui se déroulent en France à Paris. Lors de l'été, elle s'impose sur 200 m lors de la Coupe d'Europe. Mais victime de vertiges, elle choisit le 100 m lors des Championnats du monde d'athlétisme 1997, compétition où elle termine 4e, la première place étant remportée par une nouvelle venue dans le monde du sprint féminin, l'Américaine Marion Jones. Elle obtient une médaille de bronze avec le relais 4 × 100 m, composé de Patricia Girard, Sylviane Félix et Delphine Combe.

### Record d'Europe du100 mètres
En 1998, elle bat à quatre reprises le record de France du 100 m alors détenu par Marie-José Pérec depuis 1991, le portant de 10 s 95 à 10 s 73 (+2,0 m/s). Cette dernière performance, qui constitue le record d'Europe actuel, est réalisée à l'occasion des Championnats d'Europe d'athlétisme 1998 à Budapest (Hongrie) et bat de quatre centièmes les 10 s 77 d'Irina Privalova qui dataient de 1994. Elle est encore, à l'heure actuelle (2022), la septième plus rapide de l'histoire sur 100 m. Devant se trouve Florence Griffith-Joyner suspectée de dopage du fait de ses records du monde inaccessibles, de la rapidité de sa transformation morphologique, de l'amélioration de ses performances, de sa retraite précipitée alors que les contrôles inopinés viennent d'êtres institués ainsi que de son attaque cérébrale à 38 ans, Carmelita Jeter et Marion Jones qui avoueront aussi s'être dopées.
Lors des mêmes championnats d'Europe de 1998, Christine Arron remporte un second titre avec le relais 4 × 100 m, composé lors de la finale de Frédérique Bangué, Katia Benth et Sylviane Felix, au terme d'une dernière ligne droite légendaire où elle comble plus de 5 mètres de retard sur la Russe Irina Privalova en la dépassant dans les derniers mètres. Elle sera élue athlète européenne de l'année en 1998 et restera la seule française à obtenir cette récompense jusqu'en 2010 avec la désignation de Christophe Lemaitre.

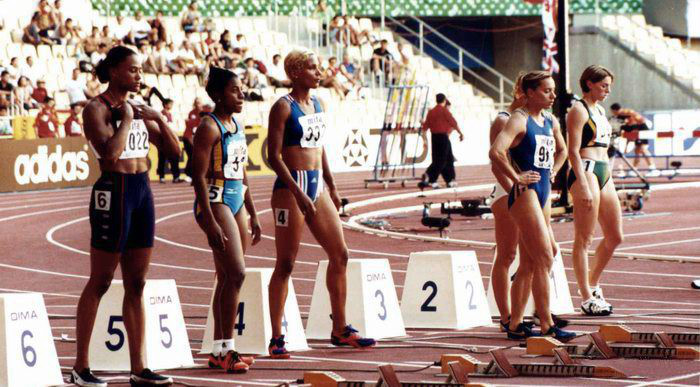
De gauche à droite, Marion Jones, Debbie Ferguson, Christine Arron, Zhanna Pintusevich, Andrea Philipp (masquée) et Lauren Hewitt lors de la demi-finale des championnats du monde de Séville.

L'année suivante, elle connaît de nombreuses blessures qui l'empêchent de briller aux Championnats du monde d'athlétisme 1999 de Séville. Elle remporte toutefois la médaille d'argent avec le relais 4 × 100 m, avec ses coéquipières Patricia Girard, Muriel Hurtis et Katia Benth, et bat le record de France en 42 s 06.
Les blessures continuent l'année suivante. De plus elle connaît des problèmes de départ. Elle échoue alors en demi-finale lors des Jeux olympiques d'été de 2000 de Sydney.
Elle décide de rejoindre le groupe d'entrainement de l'Américain John Smith. Elle doit renoncer aux Championnats du monde d'athlétisme 2001 sur blessures, puis annonce en novembre 2001 l'arrêt de sa collaboration avec John Smith.
Après un arrêt consécutif à la naissance de son fils en 2002, à une époque où il est peu courant pour une sportive de faire une césure pour une naissance, elle revient à la compétition avec un nouvel entraîneur, Guy Ontanon - qui entraîne également Muriel Hurtis -, en 2003, pour remporter le 60 mètres de la Coupe d'Europe en salle.

### Championne du monde du 4 ×100 mètres
Les Championnats du monde d'athlétisme 2003 se disputent en France, au Stade de France de Saint-Denis. Elle se qualifie aisément pour la finale. Lors de celle-ci, elle prend un excellent départ mais elle termine à la sixième place (désormais cinquième, l'Américaine Kelli White, préalablement vainqueur, ayant été disqualifiée pour dopage). Le 30 août 2003, elle remporte la médaille d'or du 4 × 100 mètres lors des Championnats du monde d'athlétisme 2003 à Saint-Denis. Elle est la quatrième relayeuse, après Patricia Girard-Léno, Muriel Hurtis et Sylviane Félix. la dernière transmission entre celle-ci et Arron est loin d'être parfaite, les deux filles étant proche de se percuter. Elle comble le mètre de retard qui la sépare de l'Américaine Torri Edwards pour terminer en tête dans un temps de 41 s 78 (nouveau record de France de la discipline).
En 2004, elle bat son record de France du 60 mètres en salle. Elle réalise une très bonne première partie de saison estivale en restant invaincue sur la distance du 100 mètres et en réalisant 10 s 95 lors des championnats de France, deuxième performance mondiale de la saison et sa première course sous les 11 s depuis 2000. Lorsqu'elle rejoint Athènes pour les Jeux olympiques d'été de 2004, elle est donc l'une des grandes favorites, mais, après deux premiers tours très convaincants, elle est éliminée en demi-finales du 100 mètres en terminant à la sixième place après un départ totalement manqué. Cette contre-performance provoquera une polémique à propos de sa préparation avec la psychothérapeute Fanny Didiot-Abadi où elle affirmera « avoir été grugée ».
Elle obtient la médaille de bronze sur le 4 × 100 mètres avec Véronique Mang, Muriel Hurtis et Sylviane Félix, derrière la Jamaïque et la Russie, dans un temps de 42 s 54.

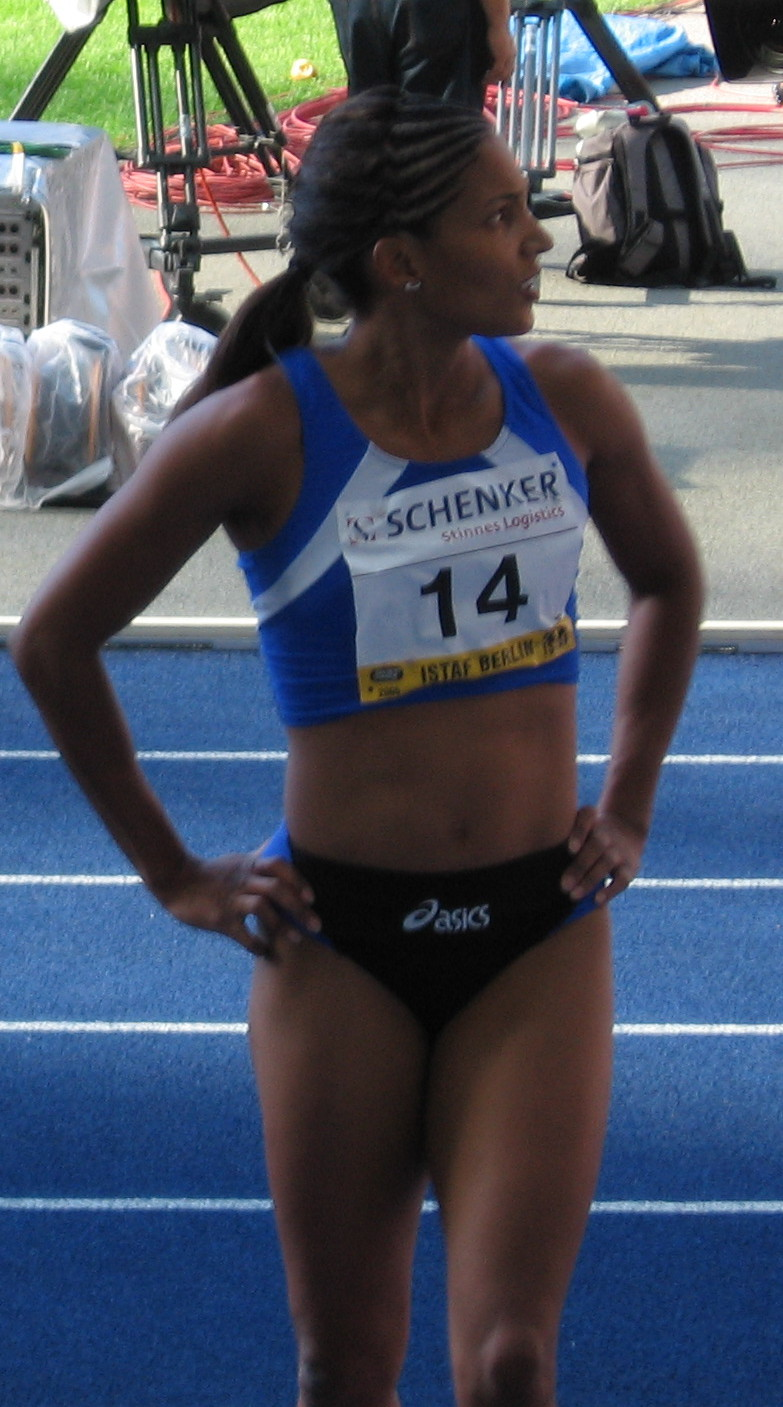
Au meeting ISTAF à Berlin en 2005

Après une brillante saison en salle en 2005, elle se blesse malheureusement en série des Championnats d'Europe en salle à Madrid. Sa saison estivale débute par trois victoires lors des trois premières étapes de la Golden League 2005, au meeting Areva, au Golden Gala et au Bislett Games. En août 2005, aux Championnats du monde d'Helsinki, elle décroche sa première médaille individuelle intercontinentale sur 100 mètres en terminant troisième de la course en 10 s 98 d'une course disputée sous la pluie, l'or étant remporté par l'Américaine Lauryn Williams devant la Jamaïcaine Veronica Campbell. Elle décroche une deuxième médaille dans la foulée en terminant aussi troisième sur 200 mètres moins d'une heure avant de qualifier la France pour la finale du relais. Lors de la finale du 200 mètres, elle réalise 22 s 31 dans le temps que Rachelle Boone-Smith qui remporte la médaille d'argent, l'or étant remporté par l'Américaine Allyson Felix en 22 s 16. Le relais, composé de deux sprinteuses jeunes et inexpérimentées, Patricia Buval, Lina Jacques-Sébastien, et de Fabé Dia, a au départ de la compétition l'ambition de participer à la finale. Les Françaises terminent à la quatrième place dans le temps de 42 s 85. Sa quatrième place au Weltklasse Zurich la prive de l'or de la Golden League. Mais elle remporte ensuite les deux dernières courses, le mémorial Van Damme et l'ISTAF de Berlin. Elle remporte également le DécaNation au stade Charléty, compétition disputée par équipes nationales.
Lors de l'hiver 2006, elle bat son record de France sur 60 mètres (7 s 06) et remporte le meeting international de Liévin sur 60 et 200 mètres (22 s 80). Aux championnats du Monde en salle de Moscou, elle est considérée comme l'une des prétendantes au titre. Après une série (7 s 16) et une demi-finale (7 s 11) parfaitement négociées, la Française manque de tomber au départ de la finale. Malgré une bonne fin de course, elle ne prend que la quatrième place en 7 s 13.
Annoncée comme la favorite des Championnats d'Europe d'athlétisme à Göteborg, Christine Arron déclare forfait pour cette compétition, à la suite d'une blessure contractée le 1er mai au meeting de la Baie-Mahault. Elle renoue avec la compétition au Meeting de La Chaux-de-Fonds en terminant deuxième du 100 mètres en 11 s 25. Sa dernière course de la saison sera celle du DécaNation à Paris, où elle finit de nouveau deuxième, en 11 s 33.
Elle se sépare en janvier 2007 de son entraîneur Guy Ontanon (parti pour le Team Lagardère) au profit de l'ancien hurdler Stéphane Caristan. Christine Arron reprend la compétition en 2007, lors de la Coupe d'Europe des nations d'athlétisme. Elle finit deuxième  du 100 mètres B en 11 s 36 et deuxième du relais 4 × 100 mètres. Sixième du Meeting de Paris en 11 s 34, elle revient au meeting de Reims en 11 s 23 et remporte le meeting de Monaco en 11 s 06, sa meilleure performance depuis deux ans. Durant cette période, elle souffre de problèmes de sommeil qui prennent leur source dans un manque d'exposition à la lumière.

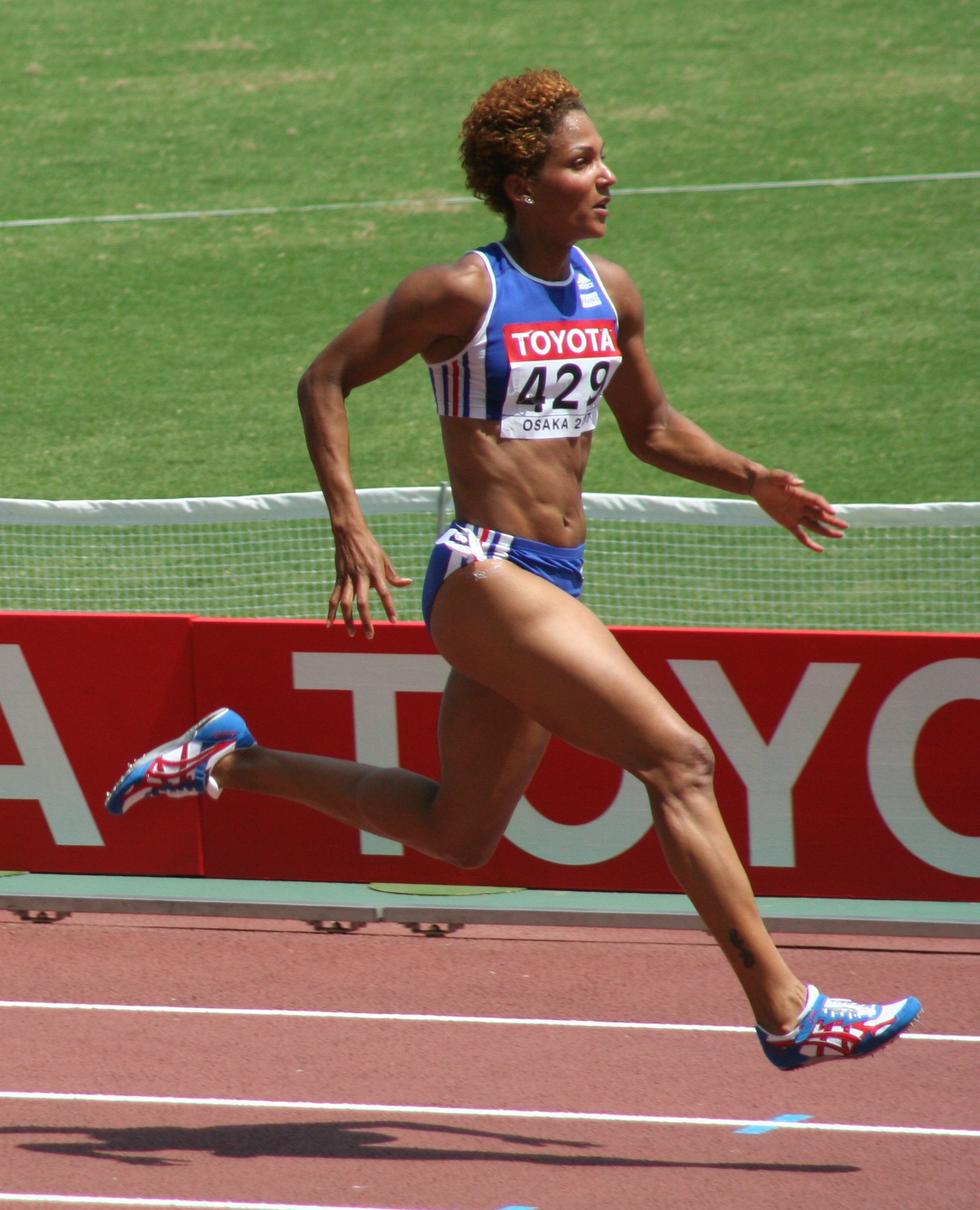
Aux Championnats du monde 2007 d'Osaka.

De nouveau, elle figure parmi les favorites d'un grand championnat. Qualifiée pour les Championnats du monde d'Osaka sur 100 mètres, elle s'aligne sur 200 mètres aux Championnats de France afin de se qualifier également sur cette distance pour les Mondiaux. En août 2007, elle est sélectionnée en équipe de France avec un bon espoir de podium. Elle se qualifie pour la finale du 100 mètres avec son meilleur temps de l'année en 11 s 04, mais finit seulement sixième, en 11 s 08, d'une finale extrêmement serrée. Elle clôt brillamment sa saison par une victoire au Meeting de Zurich devant les médaillées du 100 mètres, et une troisième place lors des Finales Mondiale IAAF à Stuttgart.
Sa saison 2008 est perturbée par une angine, une déchirure musculaire, des problèmes de dos et d'adducteurs. Après ses problèmes de sommeil de la saison passée, elle connaît un nouveau problème peu commun. Chaque lendemain de course la laisse sans force, ce qui est incompatible avec un grand championnat. La cause de ce problème est finalement une intolérance alimentaire. Lors des Jeux olympiques de Pékin, elle est éliminée en quarts de finale du 100 mètres finissant quatrième de sa série en 11 s 36.
En 2009, lors des championnats de France, Christine Arron ne prend que la troisième place du 100 mètres derrière Myriam Soumaré et Muriel Hurtis en 11 s 69. Loin des minima pour les Championnats du monde, elle ne sera pas du voyage à Berlin. Ses contre-performances de ces deux dernières années semblent annoncer une fin de carrière. À l'exemple des anciennes figures de l'athlétisme français, Eunice Barber et Muriel Hurtis, qui n'ont pas réussi à se qualifier pour les Mondiaux 2009.
En 2010, lors des championnats de France, elle prend la deuxième place du 100 mètres derrière Véronique Mang et se qualifie pour les Championnats d'Europe d'athlétisme 2010 à Barcelone. Sur 100 mètres, elle termine troisième de sa série en 11 s 45, signant le 7e meilleur temps des engagées avant de finir également troisième de sa demi-finale en 11 s 24, son meilleur chrono de l'année et également cinquième temps des demi-finalistes. En finale, elle prend la huitième place en 11 s 37.
Avec l'équipe de France du relais 4 × 100 mètres, elle se qualifie pour la finale après avoir terminé troisième de sa série en 43 s 35. En finale, elle remporte une médaille d'argent avec Myriam Soumaré, Véronique Mang et Lina Jacques-Sébastien en 42 s 45.
Pour sa rentrée 2011, Christine Arron remporte le meeting en salle de Val-de-Reuil sur 60 mètres en 7 s 41. Sur cette même distance, elle termine sixième des Championnats de France en salle à Aubière en 7 s 42, échouant dans sa quête de qualification pour les championnats d'Europe en salle de Paris dont les minima étaient fixés à 7 s 30. Victime d'une lésion musculaire à un mollet, elle repousse sa rentrée estivale au meeting de Charléty le 10 juillet 2011 où elle termine seulement cinquième du 200 mètres en 24 s 19. Elle est contrainte de déclarer forfait pour les Championnats de France à Albi. Une année difficile pour la sportive guadeloupéenne, qui se sentait constamment fatiguée.
En 2012, elle termine quatrième sur 60 mètres lors des Championnats de France en salle à Aubière en 7 s 33. Elle termine deuxième du 100 mètres des Championnats de France à Angers en 11 s 34. Grâce à son chronomètre réalisé en demi-finale (11 s 27), elle obtient sa qualification pour les Championnats d'Europe d'Helsinki sur 100 mètres en réalisant les minima fixés à 11 s 30. Lors des Championnats d'Europe d'Helsinki, elle échoue à se qualifier pour les demi-finales en terminant cinquième de sa série en 11 s 55.
Le 15 décembre 2012, enceinte de son deuxième enfant, une fille prénommée Cassandre, elle annonce sa retraite.
En 2017, à 43 ans, elle monte une société de coaching en entreprise.

### Autres
Christine Arron donne naissance à un fils prénommé Ethan en 2002 dont le père est l'athlète Dan Philibert.
Le 27 mars 2008, elle signe, avec 14 autres sportifs dans l'hebdomadaire Le Nouvel Observateur, un appel au président chinois Hu Jintao, dans le cadre des JO 2008 à respecter les droits de l'homme inscrits dans la Charte olympique, à la suite des événements survenus au Tibet.
Elle est chevalier de la Légion d'honneur par le décret du 13 juillet 2012.
Son cousin germain Rony Martias est cycliste professionnel depuis 2003 et court en 2013 pour l'équipe Saur Sojasun.
Elle était la compagne de Benjamin Compaoré, médaillé d'or au championnat d'Europe 2014 de Zurich en triple saut. Ils ont une fille prénommée Cassandre née en 2013.
En 2017, elle devient consultante pour France Télévisions à l'occasion des championnats du monde d'athlétisme 2017. Elle les commente aux côtés de Patrick Montel, Alexandre Boyon, Stéphane Diagana et Nelson Monfort.
En avril 2019, la ville de Sucy-en-Brie dans le Val-de-Marne nomme son stade d'athlétisme rénové du nom de Christine-Arron ; l'athlète est présente lors de cette inauguration.

## Politique
En mars 2020, Christine Arron entre en politique en rejoignant la liste divers droite « Champigny Alternance » de Laurent Jeannesoutenant aux élections municipales 2020 de la ville de Champigny-sur-Marne dans le Val-de-Marne. Le 4 juillet 2020, Laurent Jeanne est élu maire, il désigné Christine Arron maire-adjointe au conseil municipal, chargée des Sports.

## Palmarès
| Date | Compétition                         | Lieu      | Résultat | Épreuve   | Temps   |
| ---- | ----------------------------------- | --------- | -------- | --------- | ------- |
| 1997 | Jeux méditerranéens                 | Bari      | 1re      | 200 m     | 22 s 62 |
| 1997 | Jeux méditerranéens                 | Bari      | 1re      | 4 x 100 m | 42 s 63 |
| 1997 | Championnats du monde               | Athènes   | 4e       | 100 m     | 11 s 05 |
| 1997 | Championnats du monde               | Athènes   | 3e       | 4 × 100 m | 42 s 21 |
| 1998 | Championnats d'Europe               | Budapest  | 1re      | 100 m     | 10 s 73 |
| 1998 | Championnats d'Europe               | Budapest  | 1re      | 4 × 100 m | 42 s 56 |
| 1999 | Championnats du monde               | Séville   | 6e       | 100 m     | 10 s 97 |
| 1999 | Championnats du monde               | Séville   | 2e       | 4 × 100 m | 42 s 06 |
| 2000 | Jeux olympiques                     | Sydney    | 4e       | 4 × 100 m | 42 s 42 |
| 2003 | Championnats du monde               | Paris     | 4e       | 100 m     | 11 s 06 |
| 2003 | Championnats du monde               | Paris     | 1re      | 4 × 100 m | 41 s 78 |
| 2003 | Finale mondiale                     | Monaco    | 2e       | 100 m     | 11 s 04 |
| 2004 | Championnats du monde en salle      | Budapest  | 7e       | 60 m      | 7 s 21  |
| 2004 | Jeux olympiques                     | Athènes   | 3e       | 4 × 100 m | 42 s 54 |
| 2004 | Finale mondiale                     | Monaco    | 4e       | 100 m     | 11 s 23 |
| 2005 | Championnats du monde               | Helsinki  | 3e       | 100 m     | 10 s 98 |
| 2005 | Championnats du monde               | Helsinki  | 3e       | 200 m     | 22 s 31 |
| 2005 | Championnats du monde               | Helsinki  | 4e       | 4 × 100 m | 42 s 84 |
| 2005 | Finale mondiale                     | Monaco    | 2e       | 100 m     | 10 s 93 |
| 2005 | Finale mondiale                     | Monaco    | 3e       | 200 m     | 22 s 43 |
| 2005 | DécaNation                          | Paris     | 1re      | 100 m     | 10 s 95 |
| 2006 | Coupe d'Europe des nations en salle | Liévin    | 1re      | 60 m      | 7 s 16  |
| 2006 | Championnats du monde en salle      | Moscou    | 4e       | 60 m      | 7 s 13  |
| 2007 | Championnats du monde               | Osaka     | 6e       | 100 m     | 11 s 08 |
| 2007 | Finale mondiale                     | Stuttgart | 3e       | 100 m     | 11 s 20 |
| 2007 | DécaNation                          | Paris     | 1re      | 100 m     | 11 s 26 |
| 2010 | Championnats d'Europe               | Barcelone | 8e       | 100 m     | 11 s 37 |
| 2010 | Championnats d'Europe               | Barcelone | 2e       | 4 × 100 m | 42 s 45 |
| 2011 | DécaNation                          | Nice      | 4e       | 100 m     | 11 s 71 |
| 2012 | Championnats d'Europe               | Helsinki  | séries   | 100 m     | 11 s 55 |
| 2012 | Championnats d'Europe               | Helsinki  | 5e       | 4 × 100 m | 43 s 44 |

En Coupe d'Europe des nations d'athlétisme, elle finit 1re du 100 m en 1999, 2003, 2004 et 2005 (2e en 1998 et 2000), et également 1re du 200 m en 1997 et 2005 et au relais 4 × 100 m en 1999, 2000, 2003 et 2004 (2e en 1997 et 2007 et 3e en 1998).

### National
- Championne de France Minime sur 150 m en 1988
- Championne de France Cadette sur 100 m en 1989
- Championne de France Junior sur 100 m en 1992
- Championne de France Espoir sur 400 m en salle en 1995
- Championne de France sur 200 m en salle en 1996
- Championne de France sur 100 m en 2000, 2003, 2004.
- Championne de France sur 200 m en 1997, 2004, 2005.
- Championne de France sur 60 m en salle en 2000, 2004, 2005, 2006, 2008.

### Diverses compétitions
- 1re du meeting de Nancy en 2004

## Records
| Épreuve          | Temps   | Lieu        | Date            |
| ---------------- | ------- | ----------- | --------------- |
| 60 mètres        | 7 s 06  | Aubière     | 26 février 2006 |
| 100 mètres       | 10 s 73 | Budapest    | 19 août 1998    |
| 200 mètres       | 22 s 26 | Saint-Denis | 3 juillet 1999  |
| 200 m (en salle) | 22 s 69 | Liévin      | 26 février 2005 |

### Meilleures performances de l'année
| Année | Temps   | Date                      | Lieu          | Rang |
| ----- | ------- | ------------------------- | ------------- | ---- |
| 1997  | 11 s 03 | 22 juillet 1997           | Montauban     | 7    |
| 1998  | 10 s 73 | 19 août 1998              | Budapest      | 2    |
| 1999  | 10 s 97 | 19 juin 1999 22 août 1999 | Paris Séville | 9    |
| 2000  | 10 s 99 | 30 juin 2000              | Rome          | 10   |
| 2001  | 11 s 15 | 11 juin 2001              | Athènes       |      |
| 2002  | -       | -                         | -             |      |
| 2003  | 11 s 01 | 24 août 2003              | Paris         | 6    |
| 2004  | 10 s 95 | 16 juillet 2004           | Sotteville    | 4    |
| 2005  | 10 s 93 | 9 septembre 2005          | Monaco        | 4    |
| 2006  | 11 s 33 | 26 août 2006              | Paris         |      |
| 2007  | 11 s 04 | 27 juillet 2007           | Osaka         | 10   |
| 2008  | 11 s 21 | 24 juillet 2008           | Albi          |      |
| 2009  | 11 s 48 | 24 juillet 2009           | Angers        |      |
| 2010  | 11 s 30 | 8 juillet 2010            | Valence       |      |
| 2011  | 11 s 71 | 18 septembre 2011         | Nice          |      |
| 2012  | 11 s 27 | 16 juin 2012              | Angers        |      |

| Année | Temps   | Date                      | Lieu                      | Rang |
| ----- | ------- | ------------------------- | ------------------------- | ---- |
| 1997  | 22 s 62 | 17 juin 1997              | Bari                      |      |
| 1998  | -       | -                         | -                         |      |
| 1999  | 22 s 26 | 3 juillet 1999            | Paris                     | 7    |
| 2000  | -       | -                         | -                         |      |
| 2001  | 23 s 42 | 27 mai 2001               | Eugene                    |      |
| 2002  | -       | -                         | -                         |      |
| 2003  | 22 s 92 | 6 juin 2003               | Turin                     |      |
| 2004  | 22 s 60 | 26 juin 2004 23 août 2004 | Villeneuve-d'Ascq Athènes |      |
| 2005  | 22 s 31 | 12 août 2005              | Helsinki                  | 4    |
| 2006  | 22 s 80 | 3 mars 2006               | Liévin (salle)            |      |
| 2007  | 22 s 88 | 4 août 2007               | Niort                     |      |
| 2008  | 23 s 40 | 13 juillet 2008           | Tanger                    |      |
| 2009  | -       | -                         | -                         |      |
| 2010  | -       | -                         | -                         |      |
| 2011  | 24 s 19 | 10 juillet 2011           | Paris-Charléty            |      |

## Décorations
- Chevalière de l'ordre national du Mérite (décret du 24 septembre 2004)
- Chevalière de la Légion d'honneur (décret du 13 juillet 2012)

Le 24 septembre 2004, elle est nommée au grade de chevalier dans l'ordre national du Mérite au titre de « médaille de bronze du relais 4 x 100 mètres aux jeux Olympiques d'Athènes ; 13 ans d'activités sportives ».
Le 13 juillet 2012, elle est nommée au grade de chevalier dans l'ordre national de la Légion d'honneur au titre de « ancienne championne du monde et ancienne championne d'Europe d'athlétisme ; 21 ans de services ». C'est François Hollande qui lui remet la décoration en octobre 2013.

## Sponsoring
Christine Arron a été l’égérie de nombreuses marques au fil des années. En 1999, après ses exploits aux Championnats d’Europe de 1998, Reebok la met en scène dans un spot publicitaire. Il faut ensuite attendre 2004 et les Jeux olympiques d’Athènes pour la revoir à la télévision, dans une publicité Minute Maid. En 2005, elle enchaîne avec un contrat publicitaire chez Asics. Puis en 2009, c’est au tour de Damart, et en 2012 du courtier en assurance ASSU 2000.

## Vidéographie
- Champions de France - Christine Arron, série Champions de France, film-portrait raconté par François Busnel, co-réalisé par Pascal Blanchard et Rachid Bouchareb 2016, 2 minutes.  [voir en ligne]